# Allergia alle uova
L'allergia alle uova è un'ipersensibilità immunitaria alle proteine presenti nelle uova di gallina e possibilmente nelle uova di oca, anatra o tacchino. I sintomi possono avere un'insorgenza rapida o graduale. Nel secondo caso, può richiedere ore o giorni per manifestarsi. Nel primo caso, può provocare un'anafilassi, una condizione potenzialmente pericolosa per la vita che richiede un trattamento con epinefrina. Altre manifestazioni cliniche possono includere dermatite atopica o infiammazione dell'esofago.
Negli Stati Uniti, il 90% delle risposte allergiche agli alimenti è causato da latte vaccino, uova, grano, crostacei, arachidi, noci, pesce e semi di soia. La dichiarazione della presenza di tracce di allergeni negli alimenti non è obbligatoria in nessun paese, ad eccezione del Brasile.
La prevenzione consiste nell'evitare di mangiare uova e cibi che possono contenere uova, come torte o biscotti. Non è chiaro se l'introduzione precoce delle uova nella dieta dei bambini di età compresa tra 4 e 6 mesi riduca il rischio di allergie alle uova.
L'allergia alle uova compare principalmente nei bambini ma può persistere nell'età adulta. Negli Stati Uniti, è la seconda allergia alimentare più comune nei bambini dopo quella al latte vaccino. La maggior parte dei bambini supera l'allergia all'uovo all'età di cinque anni, ma alcune persone rimangono allergiche per tutta la vita. In Nord America e in Europa occidentale l'allergia all'uovo si verifica nello 0,5-2,5% dei bambini di età inferiore ai cinque anni. La maggior parte ne esce in età scolare, ma per circa un terzo l'allergia persiste fino all'età adulta. Forti predittori di persistenza negli adulti sono l'anafilassi, alte immunoglobuline E (IgE) sieriche specifiche per l'uovo, la robusta risposta al prick test cutaneo e l'assenza di tolleranza ai cibi cotti al forno contenenti uova.

## Sintomatologia
Le allergie alimentari di solito hanno una rapida insorgenza (da pochi secondi a un'ora). I sintomi possono includere: eruzione cutanea, orticaria, prurito a bocca, labbra, lingua, gola, occhi, pelle o altre aree, gonfiore delle labbra, della lingua, delle palpebre o dell'intero viso, difficoltà a deglutire, naso che cola o congestionato, voce rauca, respiro sibilante, mancanza di respiro, diarrea, dolore addominale, vertigini, svenimenti, nausea o vomito. I sintomi delle allergie variano da persona a persona e possono variare da episodio a episodio. Un grave pericolo per le allergie può insorgere quando sono interessate le vie respiratorie o la circolazione sanguigna. Il primo caso può essere indicato da respiro sibilante, ostruzione delle vie aeree e cianosi, il secondo da polso debole, pelle pallida e svenimento. Quando si verificano questi sintomi, la reazione allergica è chiamata anafilassi. L'anafilassi si verifica quando sono coinvolti gli anticorpi IgE e vengono coinvolte aree del corpo che non sono a diretto contatto con il cibo, e mostrano sintomi gravi. Se non trattata, questa può portare alla vasodilatazione, a una situazione di bassa pressione sanguigna chiamata shock anafilattico e alla morte (molto rara).
I bambini piccoli possono manifestare dermatiti/eczemi su viso, cuoio capelluto e altre parti del corpo, nei bambini più grandi ginocchia e gomiti sono più comunemente colpiti. I bambini con dermatite corrono un rischio maggiore del previsto di presentare anche asma e rinite allergica.

## Eziologia

### Assunzione alimentare di uova
La causa è tipicamente il consumo di uova o cibi che contengono uova. In breve, il sistema immunitario reagisce in modo eccessivo alle proteine presenti nelle uova. Questa reazione allergica può essere innescata da piccole quantità di uova, anche uova incorporate in cibi cotti, come una torta. Le persone con allergia alle uova di gallina possono anche essere reattive alle uova di oca, anatra o tacchino.

### Vaccini

#### Vaccini antinfluenzali
Alcuni tipi di vaccini antinfluenzali vengono creati iniettando un virus vivo nelle uova di gallina fecondate. I virus vengono raccolti, uccisi e purificati, ma rimane una quantità residua di proteine del bianco d'uovo. Ogni anno vengono creati vaccini per fornire protezione contro i virus influenzali che dovrebbero essere prevalenti nei mesi di clima freddo. Per la stagione influenzale 2017-2018, i vaccini sono descritti come IIV3 e IIV4 per la resistenza ai tre o quattro virus previsti. Per gli adulti di età pari o superiore a 18 anni esiste anche la possibilità di ricevere vaccini antinfluenzali ricombinanti (RIV3 o RIV4) che vengono coltivati su colture cellulari di mammiferi invece che nelle uova, e quindi non sono rischiosi per le persone con grave allergia all'uovo. Le raccomandazioni sono che per le persone con una storia di lieve allergia all'uovo dovrebbero ricevere qualsiasi vaccino IIV o RIV. Le persone con una reazione allergica più grave possono anche ricevere qualsiasi IIV o RIV, ma in un contesto medico ospedaliero o ambulatoriale, somministrato da un operatore sanitario. Le persone con una nota reazione allergica grave al vaccino antinfluenzale (che potrebbe essere la proteina dell'uovo o la gelatina o i componenti della neomicina del vaccino) non dovrebbero sottoporsi a un vaccino antinfluenzale.
Ogni anno l'American Academy of Pediatrics (AAP) pubblica raccomandazioni per la prevenzione e il controllo dell'influenza nei bambini.
 Nelle linee guida per il 2016-2017, fu apportata una modifica, secondo la quale i bambini con una storia di allergia all'uovo possono ricevere il vaccino IIV3 o IIV4 senza precauzioni speciali. Tuttavia, afferma che "la pratica vaccinale standard dovrebbe includere la capacità di rispondere alle reazioni di ipersensibilità acuta". Prima di questo, l'AAP raccomandava precauzioni basate sull'anamnesi di allergia all'uovo: in assenza di precedenti, procedere alla vaccinazione; in presenza di precedenti reazioni lievi, ad esempio orticaria, vaccinare in un ambiente medico con professionisti sanitari e attrezzature di rianimazione disponibili; con un passato di reazioni gravi, fare riferimento a un allergologo.

#### Vaccino MPR
Le componenti del morbillo e della parotite del "vaccino MPR" (per morbillo, parotite e rosolia) vengono coltivate su colture cellulari di embrioni di pollo e contengono tracce di proteine dell'uovo. La quantità di proteine dell'uovo è inferiore rispetto ai vaccini antinfluenzali e il rischio di una reazione allergica è molto inferiore. Una linea guida affermava che tutti i neonati e i bambini dovrebbero ricevere le due vaccinazioni MPR, menzionando che "Studi su un gran numero di bambini allergici all'uovo mostrano che non vi è alcun aumento del rischio di gravi reazioni allergiche ai vaccini". Un'altra linea guida raccomandava che se un bambino ha una storia medica nota di grave reazione anafilattica alle uova, la vaccinazione dovrebbe essere eseguita in un centro ospedaliero e il bambino deve essere tenuto in osservazione per 60 minuti prima di poter essere dimesso. La seconda linea guida affermava anche che se ci fosse stata una reazione grave alla prima vaccinazione, che avrebbe potuto essere alle proteine dell'uovo o alle componenti di gelatina e neomicina del vaccino, la seconda è controindicata.

### L'esercizio fisico come fattore contribuente
Esiste una condizione chiamata anafilassi indotta da esercizio e dipendente dal cibo. L'esercizio fisico può innescare orticaria e sintomi più gravi di una reazione allergica. Per alcune persone con questa condizione, l'esercizio da solo non è sufficiente, né è sufficiente il consumo di un alimento a cui si è leggermente allergici, ma quando il cibo in questione viene consumato entro poche ore prima dell'esercizio ad alta intensità, il risultato può essere un'anafilassi. Le uova sono specificatamente menzionate come alimento causale. Una teoria è che l'esercizio stimola il rilascio di mediatori come l'istamina dai mastociti attivati da IgE. Due revisioni postulano che l'esercizio non è essenziale per lo sviluppo dei sintomi, ma piuttosto che è uno dei numerosi fattori di aumento del rischio, citando la prova che il cibo colpevole in combinazione con alcol o aspirina provoca una reazione anafilattica respiratoria.

## Patogenesi
Le condizioni causate da allergie alimentari sono classificate in tre gruppi in base al meccanismo della risposta allergica:
1. IgE-mediato (classico) - il tipo più comune, che manifesta sintomi acuti che si verificano subito dopo aver mangiato e possono progredire fino all'anafilassi
2. Non mediato da IgE - caratterizzato da una risposta immunitaria che non coinvolge l'immunoglobulina E; può verificarsi da ore a giorni dopo aver mangiato, complicando la diagnosi
3. IgE e non IgE mediate - un ibrido dei due tipi precedenti

Le reazioni allergiche sono risposte iperattive del sistema immunitario a sostanze generalmente innocue, come le proteine negli alimenti che mangiamo. Perché alcune proteine innescano reazioni allergiche mentre altre no non è del tutto chiaro, anche se in parte si pensa che siano dovute alla resistenza alla digestione. Per questo motivo, proteine intatte o in gran parte intatte raggiungono l'intestino tenue, che ha una grande presenza di globuli bianchi coinvolti nelle reazioni immunitarie. Il calore della cottura degrada strutturalmente le molecole proteiche, rendendole potenzialmente meno allergeniche. La fisiopatologia delle risposte allergiche può essere suddivisa in due fasi. La prima è una risposta acuta che si verifica immediatamente dopo l'esposizione a un allergene. Questa fase può ridursi o progredire in una "reazione di fase avanzata" che può prolungare sostanzialmente i sintomi di una risposta e provocare più danni ai tessuti.
Nelle prime fasi della reazione allergica acuta, i linfociti precedentemente sensibilizzati a una specifica proteina o frazione proteica reagiscono producendo rapidamente un particolare tipo di anticorpo noto come IgE secreta (sIgE), che circola nel sangue e si lega ai recettori IgE specifici sulla superficie di altri tipi di cellule immunitarie chiamate mastociti e basofili. Entrambi sono coinvolti nella risposta infiammatoria acuta. I mastociti e i basofili attivati subiscono un processo chiamato degranulazione, durante il quale rilasciano istamina e altri mediatori chimici infiammatori (citochine, interleuchine, leucotrieni e prostaglandine) nel tessuto circostante causando diversi effetti sistemici, come vasodilatazione, secrezione mucosa, stimolazione nervosa e contrazione della muscolatura liscia. Ciò si traduce in naso che cola, prurito, mancanza di respiro e potenzialmente anafilassi. A seconda dell'individuo, dell'allergene e della modalità di introduzione, i sintomi possono essere a livello sistemico (anafilassi classica) o localizzati in particolari sistemi corporei; l'asma è localizzata nel sistema respiratorio mentre l'eczema è localizzato sulla pelle.
Dopo che i mediatori chimici della risposta acuta si placano, possono spesso verificarsi risposte in fase avanzata a causa della migrazione di altri globuli bianchi come neutrofili, linfociti, eosinofili e macrofagi verso i siti di reazione iniziale. Questo di solito si osserva 2-24 ore dopo la reazione originale. Le citochine dei mastociti possono anche svolgere un ruolo nella persistenza degli effetti a lungo termine. Le risposte di fase tardiva osservate nell'asma sono leggermente diverse da quelle osservate in altre risposte allergiche, sebbene siano ancora causate dal rilascio di mediatori dagli eosinofili.
Sono state identificate cinque principali proteine allergeniche dell'uovo del pollo domestico (Gallus domesticus); queste sono designate Gal d 1-5. Quattro di queste sono nell'albume: ovomucoide (Gal d 1), ovoalbumina (Gal d 2), ovotransferrina (Gal d 3) e lisozima (Gal d 4). Di questi, l'ovomucoide è l'allergene dominante ed è quello che ha meno probabilità di scemare i suoi effetti man mano che i bambini crescono. L'ingestione di uova poco cotte può innescare reazioni cliniche più gravi rispetto a un uovo ben cotto. Nel tuorlo d'uovo, l'alfa-livetina (Gal d 5) è il principale allergene, ma anche varie vitelline possono scatenare una reazione. Le persone allergiche all'alfa-livetina possono manifestare sintomi respiratori come rinite e/o asma se esposte ai polli, perché la proteina del tuorlo si trova anche negli uccelli vivi. Oltre alle risposte IgE-mediate, l'allergia all'uovo può manifestarsi come dermatite atopica, specialmente nei neonati e nei bambini piccoli. Alcuni mostrano entrambi, in un modo tale che un bambino può reagire a un test alimentare orale con sintomi allergici, seguiti uno o due giorni dopo con una riacutizzazione sotto forma di dermatite atopica e/o sintomi gastrointestinali, inclusa esofagite eosinofila allergica.

### Intolleranza non allergica
I bianchi d'uovo, che sono potenzialmente liberatori di istamina, provocano anche una risposta non allergica in alcune persone. In questa situazione, le proteine nell'albume d'uovo innescano direttamente il rilascio di istamina dai mastociti. Poiché questo meccanismo è classificato come una reazione farmacologica, o "pseudoallergia", la condizione è considerata un'intolleranza alimentare invece di una vera reazione allergica a base di immunoglobuline E (IgE).
La risposta è solitamente localizzata, tipicamente nel tratto gastrointestinale. I sintomi possono includere dolore addominale, diarrea o qualsiasi altro sintomo tipico del rilascio di istamina. Se sufficientemente forte, può provocare una reazione anafilattoide, che è clinicamente indistinguibile dalla vera anafilassi. Alcune persone con questa condizione tollerano piccole quantità di albumi. Sono più spesso in grado di tollerare uova ben cotte, come quelle che si trovano nella torta o nella pasta a base di uova essiccate, rispetto a uova cotte in modo incompleto, come uova fritte o meringhe o uova crude.

## Diagnosi
La diagnosi di allergia all'uovo si basa sulla storia clinica di reazioni allergiche del paziente, test cutaneo (SPT), patch test e misurazione dell'immunoglobulina E sierica specifica dell'uovo (IgE o sIgE). La conferma è data da test alimentari in doppio cieco, controllati con placebo. SPT e sIgE hanno una sensibilità maggiore del 90% ma una specificità compresa tra il 50 e il 60%, il che significa che questi test rileveranno una sensibilità all'uovo, ma saranno anche positivi per altri allergeni. Per i bambini piccoli, sono stati fatti tentativi per identificare le risposte SPT e sIgE abbastanza forti da evitare la necessità di un test alimentare orale di conferma.

## Prevenzione
Si pensa che l'epoca in cui le uova vengono introdotte nella dieta di un bambino influenzi il rischio di sviluppare allergie, ma ci sono raccomandazioni contraddittorie. Una revisione del 2016 ha riconosciuto che l'introduzione precoce delle arachidi sembra offrire un vantaggio, ma ha affermato "L'effetto dell'introduzione precoce dell'uovo sull'allergia all'uovo è controverso". Una meta-analisi pubblicata lo stesso anno ha sostenuto la teoria che l'introduzione precoce di uova nella dieta di un bambino riduce il rischio, e una revisione degli allergeni in generale ha affermato che l'introduzione di cibi solidi a 4-6 mesi può produrre un rischio più basso di allergie successive. Tuttavia, un documento di consenso più vecchio dell'American College of Allergy, Asthma and Immunology raccomandava di ritardare l'introduzione delle uova di gallina a 24 mesi di età.

## Terapia
Il cardine del trattamento è la totale eliminazione dell'assunzione di proteine dell'uovo. Questo è complicato perché la dichiarazione della presenza di tracce di allergeni negli alimenti non è obbligatoria.
Il trattamento per l'ingestione accidentale di ovoprodotti da parte di soggetti allergici varia a seconda della sensibilità della persona. Può essere prescritto un antistaminico come la difenidramina. A volte viene prescritto prednisone per prevenire una possibile reazione di ipersensibilità di fase tardiva di tipo I. Gravi reazioni allergiche (anafilassi) possono richiedere il trattamento con un autoiniettore di adrenalina, cioè un dispositivo di iniezione progettato per essere utilizzato da un professionista non sanitario quando è necessario un trattamento di emergenza.

### Dieta priva di uova
Prevenire le reazioni allergiche all'uovo significa evitare uova e cibi contenenti uova. Le persone con un'allergia alle uova di gallina possono essere allergiche anche ad altri tipi di uova, come uova di oca, anatra o tacchino. In cucina, le uova sono multifunzionali: possono agire come emulsionante per ridurre la separazione olio/acqua (maionese), legante (legante con l'acqua e adesione delle particelle, come nel polpettone), o aeratore (torte). Alcuni surrogati commerciali delle uova possono sostituire funzioni particolari (fecola di patate e tapioca per legare l'acqua, proteine del siero di latte per l'aerazione o il legame delle particelle, o lecitina di soia o avocado per l'emulsificazione). Le aziende alimentari producono maionese senza uova e altri alimenti sostitutivi. Alfred Bird ha inventato una Bird's Custard senza uova, la versione originale di quella che oggi è genericamente conosciuta come crema pasticcera in polvere.
La maggior parte delle persone ritiene necessario evitare rigorosamente qualsiasi oggetto contenente uova.
Sono stati testati prodotti probiotici e si è scoperto che alcuni contengono proteine del latte e dell'uovo che non erano sempre indicate sulle etichette.

### Immunoterapia
Esiste una ricerca attiva sul tentativo di immunoterapia orale (OIT) per desensibilizzare le persone agli allergeni delle uova. Una revisione della Cochrane ha concluso che l'OIT può desensibilizzare le persone, ma non è chiaro se la tolleranza a lungo termine si sviluppi dopo la fine del trattamento e il 69% delle persone arruolate negli studi ha avuto effetti avversi. Hanno concluso che c'era bisogno di protocolli e linee guida standardizzati prima di incorporare l'OIT nella pratica clinica. Una seconda revisione ha rilevato che durante l'OIT possono verificarsi reazioni allergiche, fino all'anafilassi, e raccomanda che questo trattamento non sia una pratica medica di routine. Una terza revisione ha limitato il suo campo di applicazione alle prove di prodotti contenenti uova al forno come pane o dolci come mezzo per risolvere l'allergia all'uovo. Anche in questo caso, ci sono stati alcuni successi, ma anche alcune gravi reazioni allergiche, e gli autori hanno deciso di non consigliarlo come trattamento.

## Prognosi
La maggior parte dei bambini supera l'allergia all'uovo. Una revisione ha riportato che il 70% dei bambini supera questa allergia entro 16 anni. In studi longitudinali pubblicati successivamente, uno ha riportato che su 140 neonati che avevano un'allergia all'uovo confermata, il 44% si era risolto entro due anni; un secondo ha riferito che su 203 neonati con allergia all'uovo mediata da IgE confermata, il 45% si è risolto entro due anni di età, il 66% entro quattro anni e il 71% entro sei anni. I bambini sarebbero stati in grado di tollerare le uova come ingrediente nei prodotti da forno e le uova ben cotte prima delle uova poco cotte. La risoluzione era più probabile se le IgE sieriche al basale erano inferiori e se i sintomi non annoveravano l'anafilassi.

## Epidemiologia
Nei paesi in Nord America e in Europa occidentale, dove l'uso di latte artificiale è comune, l'allergia alle uova di pollo è la seconda allergia alimentare più comune nei neonati e nei bambini piccoli dopo quella al latte di mucca.  Invece, in Giappone, l'allergia all'uovo è al primo posto rispetto al latte vaccino, seguito dal grano e poi dagli altri alimenti allergenici comuni. Una revisione dal Sudafrica ha riportato uova e arachidi come i due alimenti allergenici più comuni.
Le allergie all'uovo si osservano solitamente nei neonati e nei bambini piccoli e spesso scompaiono con l'età, quindi la prevalenza dell'allergia all'uovo può essere espressa come percentuale di bambini al di sotto di un'età prestabilita. Una revisione stima che nelle popolazioni del Nord America e dell'Europa occidentale la prevalenza dell'allergia all'uovo nei bambini di età inferiore ai cinque anni sia dell'1,8-2,0%. Un secondo ha descritto l'intervallo nei bambini piccoli come 0,5-2,5%. Sebbene la maggior parte dei bambini sviluppi tolleranza man mano che crescono fino all'età scolare, per circa un terzo l'allergia persiste fino all'età adulta. Forti predittori di allergia persistente negli adulti sono sintomi anafilattici da bambino, IgE sieriche specifiche per uovo elevate, risposta robusta al prick test cutaneo e intolleranza ai cibi cotti contenenti uova. La prevalenza di allergie auto-riferite è sempre maggiore dell'allergia confermata da provocazione alimentare.
Per tutte le fasce d'età, una revisione di cinquanta studi condotti in Europa ha stimato il 2,5% di allergie all'uovo auto-segnalate e lo 0,2% per le allergie confermate. I dati di un'indagine nazionale negli Stati Uniti raccolti nel 2005 e nel 2006 hanno mostrato che dai sei anni in su, la prevalenza di allergia all'uovo confermata da IgE sieriche era inferiore allo 0,2%.
L'insorgenza nell'adulto dell'allergia all'uovo è rara, ma esiste la conferma di casi. Alcuni sono stati descritti come iniziati nella tarda adolescenza; un altro gruppo erano i lavoratori dell'industria della panificazione che erano stati esposti alla polvere di uova.

## Società e cultura
Indipendentemente dal fatto che la prevalenza delle allergie alimentari sia in aumento o meno, la consapevolezza dell'allergia alimentare è decisamente aumentata, con impatti sulla qualità della vita dei bambini, dei loro genitori e dei caregiver. Negli Stati Uniti, il Food Allergen Labelling and Consumer Protection Act del 2004 fa sì che alle persone vengano ricordati i problemi di allergia ogni volta che maneggiano una confezione alimentare, e i ristoranti hanno aggiunto avvertenze sugli allergeni ai Menù. I sistemi scolastici hanno protocolli su quali alimenti possono essere portati nella scuola. Nonostante tutte queste precauzioni, le persone con gravi allergie sono consapevoli che l'esposizione accidentale può facilmente verificarsi a casa di altre persone, a scuola o nei ristoranti. La paura del cibo ha un impatto significativo sulla qualità della vita. Infine, per i bambini con allergie, la loro qualità di vita è influenzata anche dalle azioni dei loro coetanei. Vi è una maggiore incidenza di bullismo, che può includere minacce o atti di contatto deliberato con i cibi che devono evitare, oppure il loro cibo privo di allergeni viene deliberatamente contaminato.